# Casomera
Casomera ist eines von 18 Parroquias in der Gemeinde Aller der autonomen Region Asturien in Spanien.

## Geographie
Casomera hat 198 Einwohner (2011) und eine Grundfläche von 67,59 km². Es liegt auf 625 m. Die nächste größere Ortschaft ist Cabañaquinta, die 12 km entfernt gelegene Hauptstadt der Gemeinde Aller. Casomera umfasst die Ortsteile, Dörfer und Weiler Bao, Llananzanes, Ruayer, Riomañón, La Paraya, Collado las Piedras, Goxal und Villar.

## Klima
Angenehm milde Sommer mit ebenfalls milden, selten strengen Wintern. In den Hochlagen können die Winter durchaus streng werden.

## Fiesta
- 1. Woche im August: Fiesta San Roque, zu Ehren des Patrons.

## Sehenswürdigkeiten
- Haus des Amtsschreibers (La casa del Escribano), 18. Jahrhundert
- Die Casa Homera aus dem 16. Jahrhundert